# Janusz Kwiek
Janusz Kwiek – polski Rom, działacz polityczny w tym środowisku w okresie II RP. 
Pochodził z rodziny Kwieków, wpływowego klanu lub rodu polskich Romów (Kełderaszów). 
4  lipca 1937 r. koronowany na "króla cygańskiego" w Warszawie (jako Janos I). W tej uroczystości wzięli udział przedstawiciele polskich władz, a także korpusu dyplomatycznego. Jego wybór na ta pozycję miał pewne poparcie ze strony środowisk prawosławnych; spotkał się jednak z ostrą krytyką Kościoła katolickiego. Był też kontrowersyjny w samej społeczności Romów polskich. W tym roku też Janusz Kwiek oświadczył, że zwróci się do Benito Mussoliniego w sprawie udostępnienia części Abisynii na miejsce osiedlenia Cyganów

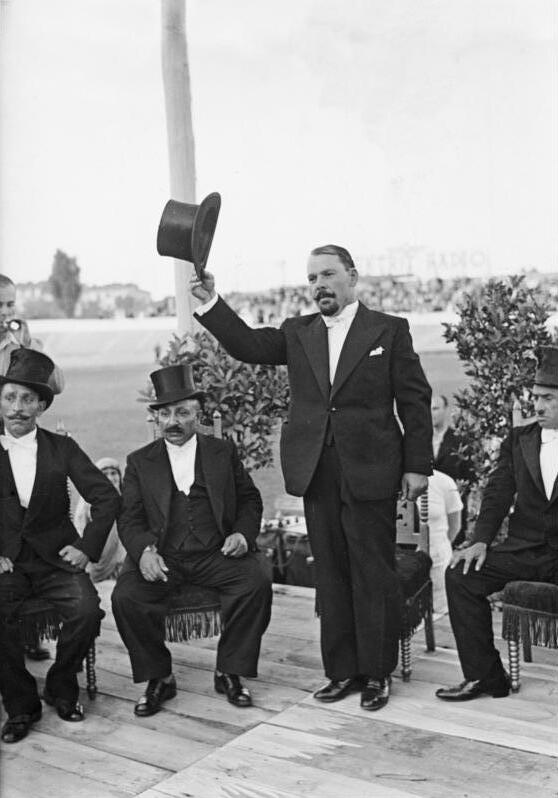
Koronacja króla Cyganów Janusza Kwieka w Warszawie, 1937 r.